# To All the Boys: P.S. I Still Love You
To All the Boys: P.S. I Still Love You é um filme de comédia romântica adolescente americano de 2020, dirigido por Michael Fimognari e escrito por  Sofia Alvarez e J. Mills Goodloe. O filme é estrelado por Lana Condor, Noah Centineo, Janel Parrish, Anna Cathcart, Trezzo Mahoro, Madeleine Arthur, Emilija Baranac, Kelcey Mawema, Jordan Fisher, Ross Butler, Julie Tao, Sarayu Blue, John Corbett e  Holland Taylor. O filme é baseado no romance de 2015 de Jenny Han, P.S. I Still Love You.
O filme é uma sequência de To All the Boys I've Loved Before (2018) e o segundo filme da franquia To All the Boys. O filme foi lançado no dia 12 de fevereiro de 2020, exclusivamente na Netflix, com um terceiro filme intitulado, To All the Boys: Always and Forever, que foi lançado no dia 12 de fevereiro de 2021.

## Premissa
É um ano novo e Lara Jean (Lana Condor) e Peter (Noah Centineo) não estão mais fingindo ser um casal. Eles são um casal. E, enquanto Lara Jean navega por uma série de estreias oficiais com Peter — seu primeiro beijo de verdade, seu primeiro encontro de verdade, seu primeiro dia dos namorados — ela se vê mais inclinada a Kitty e Margot (Anna Cathcart e Janel Parrish), Chris (Madeleine Arthur), e uma inesperada nova confidente, Stormy (Holland Taylor), para ajudá-la a gerenciar as emoções complexas que acompanham este novo capítulo de equilibrar um relacionamento e descobrir seu eu autêntico. Mas quando John Ambrose (Jordan Fisher), outro destinatário de uma das antigas cartas de amor de Lara Jean, entra em sua vida novamente, ela deve confiar em si mesma mais do que nunca ao enfrentar seu primeiro dilema real: uma garota pode se apaixonar por dois meninos de uma vez só?

## Enredo
O ensino médio de Lara Jean Covey cria um programa de voluntariado; enquanto seu namorado Peter Kavinsky trabalha como voluntário com seus amigos, Lara Jean vai para a casa de repouso de Belleview, onde sua irmã mais velha, Margot, foi. 
Em seu primeiro dia lá, ela conhece Stormy, uma senhora excêntrica que Margot mencionava com frequência. Ela descobre que John Ambrose McClaren também é voluntário em Belleview. Eles falam sobre uma carta de amor que ela havia escrito para ele há muitos anos, e ele a deixa ler a carta, desde que ela a devolva depois. Lara Jean não consegue parar de pensar na conversa deles e, além disso, está constantemente insegura sobre seu relacionamento com Peter porque ela não consegue parar de se comparar com sua ex-melhor amiga e ex-namorada de Peter, Gen.
No Dia dos Namorados, Lara Jean testemunha seus colegas de classe recebendo serenatas especiais de grupos acapella e é informada por uma amiga que Peter enviava um grupo para fazer uma serenata a Gen a cada intervalo no dia dos namorados quando eles ainda namoravam. Isso aumenta sua insegurança, embora ela se esqueça disso quando se encontra com Peter mais tarde naquele dia. Ele lhe dá um colar de coração de prata e lê um poema, que ela acredita ser original, mas na verdade são dois versos de um poema de Edgar Allan Poe. Mais tarde, ele se desculpa e diz a ela que gostaria de poder escrever algo assim para ela, embora ela signifique tudo que estava no poema.
Enquanto trabalhavam como voluntários no Belleview, Lara Jean e John Ambrose se aproximam e planejam um Baile Estrelado para Belleview depois de descobrir algumas decorações antigas; Ele parece estar criando sentimentos por ela, que não contou a ele sobre seu relacionamento com Peter. Em vez disso, eles combinam de ir ao antigo ponto de encontro do ensino fundamental, uma casa na árvore, para desenterrar a cápsula do tempo que enterraram lá anos atrás com seus amigos, incluindo Gen, e se revezam para tirarem suas coisas da cápsula. Gen afirma que ela não colocou nada na cápsula do tempo, Peter fica com ciúmes de John Ambrose e revela seu relacionamento com Lara Jean. Ela e Peter discutem, mas acabam se reconciliando.
No dia seguinte, Lara Jean se desculpa com John Ambrose por não ter contado a ele sobre Peter, e então se veste para o jogo de Peter. Enquanto ela está esperando Peter aparecer, Chris mostra a ela uma foto de Gen e ele. Ela confronta Peter e percebe que Peter nunca parou de falar com Gen e, na viagem de esqui, Peter estava planejando voltar com Gen naquela noite. Como Peter está com pressa para ir para o jogo, ele diz a Lara Jean que eles terão que conversar sobre isso mais tarde, mas ela está muito magoada e termina com ele. Ela vai para a casa da árvore mais tarde e encontra Gen, que revela que Peter estava apenas confortando ela porque seus pais estavam se separando. Ela procurou Peter porque ele havia passado pela mesma experiência, ela diz que Peter é louco por Lara Jean e que ela não deveria duvidar dele. Ela também revela que, de fato, colocou uma pulseira da amizade idêntica à de Lara Jean (na cápsula) e estava com vergonha de mostrar isso. Lara Jean percebe que foi ela e não Peter que sempre teve Gen em mente, e faz as pazes com Gen.
Na noite do baile do lar de idosos, Stormy dá um vestido e produz Lara Jean. Ela e John Ambrose dançam antes de sair para a neve. Quando eles se beijam, Lara Jean percebe que realmente ama Peter e não tem sentimento nenhum por John. Ela se desculpa com ele e corre para fora, surpreendida ao encontrar Peter esperando por ela do lado de fora. Ele está esperando do lado de fora porque lembra que ela não gosta de dirigir na neve, fato que ela disse a ele no primeiro encontro. Ele diz que ela pode quebrar seu coração se quiser, mas ela diz que o ama, e ele diz que a ama de volta. Eles se beijam e fazem as pazes, e em uma narração final Lara Jean diz que ela queria um relacionamento de conto de fadas com Peter, mas agora está satisfeita com o que ela tem.

## Elenco
- Lana Condor como Lara Jean, uma estudante do ensino médio e namorada de Peter.
- Noah Centineo como Peter, o namorado de Lara Jean e um jogador de lacrosse popular.
- Jordan Fisher como John Ambrose, o crush de Lara Jean na sexta série.
- Anna Cathcart como Kitty, a irmã caçula e brincalhona de Lara Jean que juntou Lara Jean e Peter.
- Janel Parrish como Margot, a irmã mais velha, madura e responsável de Lara Jean que vai para uma faculdade na Escócia.
- Ross Butler como Trevor, amigo próximo de Peter e Lara Jean. Ele também é namorado de Chris.
- Madeleine Arthur como Chris, prima de Gen e melhor amiga de Lara Jean, que atende por "Chris".
- Emilija Baranac como Genevieve, também conhecida como Gen, uma garota bonita e popular. Ela é a ex de Peter e a ex-melhor amiga e agora rival de Lara Jean.
- Trezzo Mahoro como Lucas, o amigo gay e amável de Lara Jean e também um de seus antigas paixões.
- Holland Taylor como Stormy, uma idosa excêntrica com estilo impecável que mora em uma casa de repouso onde Lara Jean é voluntária.
- Sarayu Blue como Trina Rothschild, a amiga vizinha dos Covey que desenvolve um romance com o pai de Lara Jean.
- John Corbett como Dr. Covey, o pai amável e um tanto protetor de Lara Jean.
- Kelcey Mawema como Emil, amiga de Gen.
- Julie Tao como Haven, a prima das garotas Covey.

Maddie Ziegler, mais conhecida por seu trabalho em videoclipes com Sia Furler, aparece em uma participação especial.

## Produção

### Desenvolvimento
Em agosto de 2018, Jenny Han, autora do romance original, falou sobre uma sequência do filme To All the Boys I've Loved Before, que seria uma daptação do segundo livro de Han na série P.S. I Still Love You:

Há tantas coisas no segundo livro que eu adoraria ver em uma sequência. A razão pela qual escrevi um segundo livro foi para o personagem John Ambrose McClaren, que é um dos favoritos dos fãs, e ele é um dos meus favoritos também. Eu adoraria ver isso sendo explorado, e também há uma personagem chamada Stormy que eu adoro escrever. Eu adoraria ver isso.
Em novembro de 2018, foi relatado que a Netflix e a Paramount Pictures' Awesomeness Films estavam em discussões para produzir uma sequência, logo então, a Netflix anunciou o desenvolvimento de uma sequência com Condor e Centineo em dezembro de 2018. Em março de 2019, foi noticiado que Michael Fimognari, cinegrafista do primeiro filme, faria sua estreia na direção de um longa-metragem com a sequência do filme, substituindo a diretora do filme original, Susan Johnson, que permaneceria como produtora executiva. Também foi anunciado que Parrish, Cathcart e Corbett voltariam a co-estrelar.
A sequência do filme também escalou Jordan Fisher como John Ambrose McClaren, um antigo amor de Lara Jean, e Ross Butler como Trevor Pike, um dos melhores amigos de Peter. Madeleine Arthur iria repetir seu papel como Chris, enquanto Holland Taylor e Sarayu Blue se juntaram ao elenco como Stormy McClaren e Trina Rothschild, respectivamente.

### Filmagens
As filmagens começaram em Vancouver, Colúmbia Britânica ao redor de 27 de março de 2019. Como no primeiro filme, cenas na escola de Lara Jean foram filmadas na Point Gray Secondary School. As filmagens foram encerradas em 10 de maio de 2019.

## Música
A canção "Moral of the Story" de Ashe usufruiu de um sucesso internacional viral depois de aparecer no filme. A trilha sonora do filme foi lançada digitalmente em 7 de fevereiro de 2020, pela Capitol Records, com um lançamento em CD em 17 de abril e um lançamento em vinil em 22 de maio.

## Lançamento
O primeiro trailer de To All the Boys: P.S. I Still Love You foi lançado em 19 de dezembro de 2019, revelando que o filme seria lançado exclusivamente na Netflix em 12 de fevereiro de 2020.

## Recepção
No site agregador de críticas Rotten Tomatoes, o filme tem uma classificação de aprovação de 75% com base em 71 resenhas, com uma classificação média de 6,69/10. O consenso crítico do site diz: "To All the Boys: P.S. I Still Love You pode parecer pouco mais do que um pós-escrito amável para seu antecessor, mas os fãs do original ainda devem achar esta sequência digna de desmaio." No Metacritic, o filme tem uma pontuação média ponderada em 54 de 100, com base na opinião de 16 críticos, indicando "críticas mistas ou médias".
Nick Allen, do RogerEbert.com, deu ao filme 2 1/2 estrelas de 4, e escreveu que "sua diversão dependerá muito de você querer que Peter seja o garoto principal que Lara ama ou não". Ele adiciona, "É difícil superar a esperança de que algum dia Lara Jean conseguirá algo melhor—um namorado melhor e um filme melhor."

## Sequência
Um terceiro filme, baseado no terceiro romance da trilogia, começou a ser filmado em 15 de julho de 2019, dois meses após a produção do segundo filme terminar.